# Schwerpunkt-Weiterbildung Kinder- und Jugend-Hämatologie und -Onkologie
Die Schwerpunkt-Weiterbildung Kinder- und Jugend-Hämatologie und -Onkologie ist eine in der Musterweiterbildungsordnung der deutschen Bundesärztekammer von 2018 aufgeführte Schwerpunktweiterbildung für Fachärzte für Kinder- und Jugendmedizin.

## Definition Gebiet Kinder- und Jugendmedizin
Das Gebiet Kinder- und Jugendmedizin umfasst nach der Definition der deutschen Weiterbildungsordnung für Ärztinnen und Ärzte die Prävention, Diagnostik, Therapie, Rehabilitation und Nachsorge aller körperlichen, psychischen und psychosomatischen Erkrankungen, Verhaltensauffälligkeiten, Entwicklungsstörungen und Behinderungen des Säuglings, Kleinkindes, Kindes, Jugendlichen und Heranwachsenden in seinem sozialen Umfeld von der pränatalen Periode bis zur Transition in eine Weiterbetreuung.

## Mindestanforderung
Um in Deutschland als Kinder- und Jugendarzt mit der Schwerpunktbezeichnung Kinder- und Jugend-Hämatologie und -Onkologie tätig werden zu können, müssen Kinder- und Jugendärzte über die Facharztausbildung hinaus noch
- eine 24-monatige Weiterbildung in Kinder- und Jugend-Hämatologie und -Onkologie an einer anerkannten Einrichtung durchlaufen
- und eine Prüfung ablegen.[2]

Bei der Anmeldung zur Weiterbildungsprüfung müssen der zuständigen Ärztekammer sämtliche Nachweise über die erfüllten Mindestanforderungen vorgelegt werden. Dazu gehören auch die Logbuch-Dokumentationen über alle durch die MWBO vorgegebenen Inhalte der Weiterbildung.

## Inhalte der Weiterbildung
Bei der Weiterbildungsprüfung muss man darlegen können, dass man Kenntnisse, Erfahrungen und Fertigkeiten der in der Weiterbildungsordnung festgelegten Weiterbildungsinhalte erlangt hat.
Die Inhalte der Musterweiterbildungsordnung sind allerdings nur eine Empfehlung für die rechtsverbindlichen Weiterbildungsordnungen der Landesärztekammern, die hiervon abweichende Regelungen treffen können.

## Zusatzweiterbildungen
Kinder- und Jugendärzte haben die Möglichkeit, sich durch Zusatzweiterbildung weiter zu qualifizieren.

### Zusatzweiterbildungen für Kinder- und Jugendärzte
Es gelten die Zusatzweiterbildungen, welche sich an alle Kinder- und Jugenärzte richten.

### Zusatzweiterbildungen für Gebiete der unmittelbaren Patientenversorgung
Darüber hinaus können sich alle Kinder- und Jugendärzte in den Zusatzweiterbildungen qualifizieren, die Fachärzten der Gebiete der unmittelbaren Patientenversorgung vorbehalten sind.